# Mdoe
Mdoe è una circoscrizione urbana (urban ward) della Tanzania situata nel distretto urbano di Handeni, regione di Tanga. Conta una popolazione di 9 541 abitanti (censimento 2012).